# CoverGirl
CoverGirl è un'azienda di cosmetici americana fondata nel 1958 a Baltimora dalla Noxzema Chemical Company (inizialmente si chiamava Noxell).
Nel 1989 viene acquistata da Procter & Gamble.